# Turcoaia
Turcoaia község Tulcea megyében, Dobrudzsában, Romániában.

## Fekvése
A település az ország délkeleti részén található, a megyeszékhelytől, Tulcsától hetven kilométerre nyugatra, a Duna Măcin-ágának a jobb partján.

## Története
Régi török neve Turkoya vagy Türkaua.
A településtől három kilométerre északra található a Troesmis vár. A várat 106 után építették, miután Traianus római császár két hadjárat során elfoglalta Dáciát. Az erőd első írásos említése Publius Ovidius Naso nevéhez fűződik. Egészen 167-ig az 5. római légió táborhelye volt. A vár és a körülötte kialakuló település fejlődését mutatja, hogy Marcus Aurelius római császár idején municípiumi rangot kapott. A dominatus kezdetén az egyre inkább elöregedő vár helyére két kisebb erődöt emeltek. I. Justinianus bizánci császár idején az erődöket felújították. Troesmis a 7. század első felében néptelenedett el. Egy rövidebb időre, a 10. és 11. század között ismét telepesekkel népesült be a terület. A vidék első régészeti feltárására 1865 és 1868 között került sor, amikor III. Napóleon francia császár egy francia régészcsoportot küldött az erődhöz. A kutatásokat 1939 Emil Coliu román régész folytatta.

## Lakossága
A nemzetiségi megoszlás a következő:
| 2002      | 2002 | 2002   |
| --------- | ---- | ------ |
| Románok   | 3685 | 99,72% |
| Romák     | 4    | 0,10%  |
| Lipovánok | 4    | 0,10%  |
| Magyarok  | 1    | 0,02%  |
| Olaszok   | 1    | 0,02%  |
| Összesen  | 3695 | 100,0% |